# Proterato
Proterato là một chi ốc biển cỡ nhỏ, là động vật thân mềm chân bụng sống ở biển thuộc họ Triviidae.

## Các loài
Các loài thuộc chi Proterato bao gồm:
- Proterato rehderi Raines, 2002[2]

Synonymized species
- Proterato capensis Schilder, 1933: đồng nghĩa của Eratoena sulcifera (Gray in G.B. Sowerby I, 1832)
- Proterato sulcifera Gray[3]: đồng nghĩa của Eratoena sulcifera (Gray in G.B. Sowerby I, 1832)